# Итальянско-мальтийские отношения
Итальянско-мальтийские отношения — двусторонние дипломатические отношения между Италией и Мальтой.

## История

### Колониальные времена
Мальту и Апеннинский полуостров связывает давняя история отношений, вызванная географической близостью. Мальта была частью норманнского Королевства Сицилия до 1194 года. Затем, Неаполитанское королевство приняло участие в войне против Первой Французской республики из-за оккупации французами Мальты. В 1800 году Мальта стала протекторатом, совместно управляемым Неаполем и Британской империей. К 1813 году остров стал британской коронной колонией и таким образом вышел за пределы итальянской сферы влияния, хотя присутствие итальянской культуры и языка на Мальте оставалось сильным. В апреле 1933 года во время визита на Мальту итальянский государственный фашистский деятель Франческо Джунта заявил, что он находится на итальянской земле и что в будущем остров отойдёт под контроль Италии. С июня 1940 по декабрь 1942 года Британская империя сражалась за Мальту со странами «оси» и одержала победу.

### Независимость
В 1964 году Мальта обрела независимость и стала полноправным членом ООН. Италия была первой страной, учредившей дипломатическое представительство на Мальте и назначившей там посла (резиденция которого находилась в Та-Шбише). 1 декабря 1964 года итальянский посол вручил верительные грамоты генерал-губернатору Мальты сэру Морису Дорману.
В 1980 году Мальта заключила с Италией соглашение о нейтралитете, в соответствии с которым Рим выступил гарантом безопасности этой страны. В 2000 году итальянско-мальтийские отношения характеризовались как: «в целом превосходные».

## Торговля
Италия является третьим по величине экономическим партнером Мальты по экспорту товаров (9,4 %) и первым по объёму импорта (23 %).

## Дипломатические представительства
- Италия имеет посольство в Валлетте[7]
- У Мальты имеется посольство в Риме[8].